# أنتوني هولم
أنتوني هولم (بالإنجليزية: Anthony Hulme)‏ هو ممثل بريطاني (وحمل سابقاً جنسية المملكة المتحدة لبريطانيا العظمى وأيرلندا)، ولد في 26 فبراير 1910 في المملكة المتحدة، وتوفي في 27 مارس 2007 في كندا.

## وصلات خارجية
- أنتوني هولم على موقع IMDb (الإنجليزية)
- أنتوني هولم على موقع قاعدة بيانات الفيلم (الإنجليزية)